# Hugo Raes

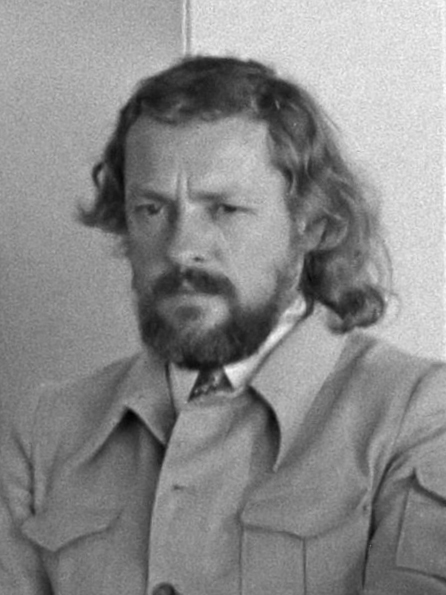
Hugo Raes 1971

Hugo Leonard Siegfried Raes (geboren am 26. Mai 1929 in Antwerpen, Belgien; gestorben am 23. September 2013 ebenda) war ein flämischer Schriftsteller.

## Leben
Raes war das erste Kind des Gemeindelehrers Camiel Raes und von Jeanne Raes, geborene Camerlynck. Mit vier Jahren begann er unter schweren Asthmaanfällen zu leiden, weshalb die Familie fortan vier Monate im Jahr auf dem Land in Sint-Antonius bei Brecht lebte. 1939 zog die Familie nach Antwerpen und Raes besuchte ab 1942 dort das Koninklijk Atheneum. Als er 14 Jahre alt war, verschwand das Asthma. 1944 starb sein Vater im Alter von erst 40 Jahren, was Raes nachhaltig erschütterte und prägte.
1949 wurde Raes zum Wehrdienst eingezogen. Er arbeitete als Übersetzer in Brüssel und lernte dort Fernand Auwera und Jan Christiaens kennen. Die drei beteiligen sich im folgenden Jahr an der Gründung von De Nevelvlek, einer avantgardistischen Künstlergruppe unter Leitung von Frans Buyens, im folgenden Jahr übernahm Raes den Vorsitz des Vereins. Da die wirtschaftliche Situation schlecht war, absolvierte Raes 1952 eine Ausbildung als Lehrer in Niederländisch, Englisch und Deutsch, es dauerte jedoch Jahre, bis er eine Festanstellung erhielt. Die Erfahrungen mit der als bedrückend erlebten Unterrichtssituation verarbeitete er in dem Roman Een faun met kille horentjes (deutsch als Ein Faun mit kalten Hörnchen). 1953 heiratete er seine Jugendfreundin Josette Tillemans. Im folgenden Jahr wurde ein Sohn geboren, 1957 eine Tochter, 1963 wurde die Ehe geschieden. Zwei Jahre später heiratete er die Kindergärtnerin Marie-Thérèse Vandebotermet.
Raes erster Gedichtband Jagen en gejaagd worden erschien 1954 und 1957 der zweite, Afro-europees. In der Folge wandte sich Raes von der Lyrik ab und der Prosa zu. 1957 veröffentlichte er Links van de helikopterlijn, eine Sammlung fantastischer Erzählungen, gefolgt 1962 von dem autobiografischen Roman De vadsige koningen. 1966 erhielt er eine Festanstellung als Lehrer im Antwerpener Stadtteil Merksem, zugleich war er Herausgeber und Redakteur der Literaturzeitschriften Het Cahier, Gard Sivik, De Vlaamse Gids, Podium und Nieuw Vlaams Tijdschrift. Nachdem er 1970 vom Kulturministerium ein zweijähriges Autorenstipendium erhalten hatte, konnte er während dieser Zeit ausschließlich schreiben. 1973 wurde ein erneutes Stipendium jedoch nicht genehmigt und Raes begann wieder halbtags als Lehrer zu arbeiten. 1977 schied er schließlich aus dem Lehrerberuf aus und wurde Angestellter des Ministeriums für Pensionen.
Große Teile von Raes Werk sind der Phantastik zuzurechnen, wobei er einerseits in der Tradition der flämischen Fantasten steht, andererseits auch Formen der angelsächsischen Science-Fiction aufnimmt. Seine Bücher wurden ins Deutsche, Französische, Rumänische, Polnische und Slowenische übersetzt. Zu den ins Deutsche übersetzte Romanen gehört Club der Versuchspersonen (im Original De lotgevallen), eine alptraumhafte Geschichte, in der ein Familienausflug in einer schrecklichen Zukunftswelt mit Monstren, Mutanten und angsterregenden Maschinen endet.
2007 wurde der Literaire Kring Hugo Raes gegründet. Der literarische Kreis tritt zweimal jährlich zusammen und widmet sich der Aufgabe, das Werk von Raes in Erinnerung zu halten. 2013 starb Raes im Alter von 84 Jahren in einem Pflegeheim in Antwerpen. Der Nachlass befindet sich im Letterenhuis in Antwerpen.

## Auszeichnungen und Würdigungen
- 1968: Bankroet van een charmeur wird „Bestes Buch des Jahres 1967“ auf der Nederlandse Boekenweek
- 1969: Lucy B. en C.W. van der Hoogtprijs für den Roman De lotgevallen
- 1970: zweijähriges Autorenstipendium des Kulturministeriums
- 1972: Prijs van de Koninklijke Vlaamse Academie voor Taal en Letterkunde für Reizigers in de anti-tijd
- 1973: Dirk Martensprijs der Stadt Aalst für Het smaran[2]
- 1975: Prijs van de Vlaamse Gemeenschap voor Proza für Het smaran

## Bibliografie
Romane und Sammlungen
- Jagen en gejaagd worden (1954, Gedichte)
- Afro-europees (1957, Gedichte)
- Links van de helikopterlijn (1957, Erzählungen)
- De vadsige koningen (1961)
- Een tijdelijk monument (1962, Erzählungen)
- Hemel en dier (1964)
- Een faun met kille horentjes (1966, Roman)
  - Deutsch: Ein Faun mit kalten Hörnchen. Übersetzt von Jürgen Hillner. Melzer, Darmstadt 1968.
- Bankroet van een charmeur (1967, Erzählungen)
- De lotgevallen (1968, Roman)
  - Deutsch: Club der Versuchspersonen. Übersetzt von Jürgen Hillner. Melzer, Darmstadt 1969.
- Reizigers in de anti-tijd: Een Poging tot Verkenning, tot Lijfsbehoud (1970, Roman)
- Explosie (1972)
- Het smaran (1973)
- De Vlaamse Reus (1974, Erzählungen)
- Brandstichting tegen de tijd (1976)
- Trapezenwerk in het luchtledige (1976)
- De verwoesting van Hyperion (1978, Roman)
- Verzamelde verhalen (1979, Erzählungen)
- Het jarenspel (1981)
- De goudwaterbron (1986)
- De Gektewind (1988)
- De strik (1988)
- De Spaanse sjaal (1989)
- Verhalen (1998, Erzählungen)
- Een aquarel van de tijd (2001)

Kurzgeschichten (Science-Fiction)
- De Desintegratie (1957)
- De Schildpad (1957)
- De Morgen (1961)
- De Kanker (1962)
- Een Zonsopgang (1963)
  - Deutsch: Ein Sonnenaufgang. In: Maxim Jakubowski (Hrsg.): Quasar 2. Bastei Lübbe Science Fiction Bestseller #22019, 1980, ISBN 3-404-22019-6.
- De Klok met Zes Wijzers (1974)
- De Vlaamse Reus (1976)